# 彭旭玮
彭旭玮（2003年1月15日—），湖北省武汉市人，中华人民共和国女子游泳运动员，2018年亚洲运动会女子200米仰泳铜牌得主、2018年夏季青年奥运会女子4×100米混合泳接力和混合4×100米混合泳接力金牌得主、2021年世界短池游泳锦标赛女子4×100米混合泳接力铜牌得主、2023年世界游泳锦标赛女子200米仰泳铜牌得主。